# Irvington (Virginia)
Irvington is een plaats (town) in de Amerikaanse staat Virginia, en valt bestuurlijk gezien onder Lancaster County.

## Demografie
Bij de volkstelling in 2000 werd het aantal inwoners vastgesteld op 673.
In 2006 is het aantal inwoners door het United States Census Bureau geschat op 651, een daling van 22 (-3.3%).

## Geografie
Volgens het United States Census Bureau beslaat de plaats een oppervlakte van
4,7 km², waarvan 3,9 km² land en 0,8 km² water. Irvington ligt op ongeveer 4 m boven zeeniveau.

## Plaatsen in de nabije omgeving
De onderstaande figuur toont nabijgelegen plaatsen in een straal van 36 km rond Irvington.